# ELISPOT
ELISPOT ( Элиспот, от англ. Enzyme-Linked ImmunoSpot (ELISPOT) ) - лабораторный метод исследования иммунного ответа в организме человека и животных.

## Общая информация
Является модификацией более широко распространенного метода иммуноферментного анализа (ИФА, англ. ELISA).

## Изобретение
Метод разработан в 1983 году в Швеции группой под руководством Cecil Czerkinsky. 

## Процедура
Как упомянуто выше, Элиспот использует методику, очень схожую с методикой ИФА. 
Моноклональные или поликлональные антитела, специфические к определенному антигену (например, для анализа на туберкулез используются антитела к цитокинам, выделяемым клетками крови при контакте с антигеном), наносятся на специальный носитель. 
Затем к носителю с антителами добавляются анализируемые клетки из образца крови пациента и специфический антиген (например, бактерии туберкулеза). Образец подвергается инкубации в специальных условиях в течение некоторого времени. Если клетки из исследуемого образца крови уже имели контакт с данным антигеном, то во время инкубации они активируются и начинают выделять специфические цитокины. 
Выделенные цитокины связываются с антителами, нанесенными на поверхность носителя. После окончания периода инкубации клетки, антиген и субстрат смывают с поверхности носителя. Таким образом, на нем остаются только антитела и связавшиеся с ними цитокины. После этого образец в несколько этапов окрашивают по специальной методике, в которой краситель связывается только с образовавшимися комплексами антитело-цитокин. В результате окраски на образце образуются специфические пятна, давшие название анализу (от англ. spot - пятно). Пятна подсчитываются, либо вручную (с помощью стереомикроскопа), либо с помощью специального считывающего оборудования. Каждое пятно в общем случае представляет собой единственную клетку, секретирующую специфический цитокин.

## Применение в медицине
Лабораторный метод Elispot используется в диагностике инфекций человека, склонных к длительному скрытому и латентному течению, таких как туберкулез и клещевой боррелиоз.